# Luis Gabriel Romero Franco
Luis Gabriel Romero Franco (ur. 1 marca 1935 w Bogocie) – kolumbijski duchowny rzymskokatolicki, w latach 1986-2010 biskup Facatativá.

## Życiorys
Święcenia kapłańskie przyjął 1 listopada 1958. 6 maja 1977 został mianowany biskupem pomocniczym Bogoty ze stolicą tytularną Maturba. Sakrę biskupią otrzymał 29 czerwca 1977. 15 kwietnia 1986 objął rządy w diecezji Facatativá. 13 listopada 2010 przeszedł na emeryturę.